# LTC4S
LTC4S (англ. Leukotriene C4 synthase) – білок, який кодується однойменним геном, розташованим у людей на короткому плечі 5-ї хромосоми. Довжина поліпептидного ланцюга білка становить 150 амінокислот, а молекулярна маса — 16 567.
| 10         |  | 20         |  | 30         |  | 40         |  | 50         |
| ---------- |  | ---------- |  | ---------- |  | ---------- |  | ---------- |
| MKDEVALLAA |  | VTLLGVLLQA |  | YFSLQVISAR |  | RAFRVSPPLT |  | TGPPEFERVY |
| RAQVNCSEYF |  | PLFLATLWVA |  | GIFFHEGAAA |  | LCGLVYLFAR |  | LRYFQGYARS |
| AQLRLAPLYA |  | SARALWLLVA |  | LAALGLLAHF |  | LPAALRAALL |  | GRLRTLLPWA |
|            |  |            |  |            |  |            |  |            |

A: Аланін

C: Цистеїн

D: Аспарагінова кислота

E: Глутамінова кислота

F: Фенілаланін

G: Гліцин

H: Гістидин

I: Ізолейцин

K: Лізин

L: Лейцин

M: Метіонін

N: Аспарагін

P: Пролін

Q: Глутамін

R: Аргінін

S: Серин

T: Треонін

V: Валін

W: Триптофан

Кодований геном білок за функцією належить до ліаз. 
Задіяний у таких біологічних процесах як біосинтез лейкотриєнів, поліморфізм. 
Локалізований у ядрі, мембрані, ендоплазматичному ретикулумі.